# Vangelis Alexandris
Vangelis Alexandris (2. veljače 1951.) {Βαγγέλης Αλεξανδρής) je grčki košarkaški trener i bivši košarkaš.

## Igračka karijera
Igrao je za solunski Aris i solunski PAOK.

## Trenerska karijera
Kao trener je vodio brojne grčke košarkaške klubove. Najveći uspjeh mu je bio kad je osvojio Kup Raymonda Saporte s Maroussijem 2000./01. te Eurokup Challenge 2002./03. s Arisom.

### Klubovi koje je trenirao
- GS Larissas
- PAOK
- Apollon
- Iraklis
- Irakleio
- Maroussi
- Aris
- Olympia
- ΑΕΚ
- Kolossos
- Kavala

## Vanjske poveznice
- Basketpedya.com Coach Profile  Arhivirana inačica izvorne stranice od 10. ožujka 2021. (Wayback Machine)